# جوانا گارسیا
 جوانا گارسیا (انگلیسی: Joanna García؛ زادهٔ ۱۰ اوت ۱۹۷۹) بازیگر آمریکایی است. وی از سال ۱۹۹۲ میلادی تاکنون مشغول فعالیت بوده‌است.

## فیلم‌شناسی
- پای آمریکایی ۲ (۲۰۰۱)
- نه یه فیلم نوجوانی دیگه (۲۰۰۱)
- کارآموز (۲۰۱۵)
- مبارزه با مشت (۲۰۱۷)

### تلویزیون
- آیا از تاریکی هراس دارید؟ (۱۹۹۶–۱۹۹۴)
- ریبا (۲۰۰۷–۲۰۰۱)
- فمیلی گای (۲۰۰۵)
- دختر سخن‌چین (۲۰۱۱)
- آشنایی با مادر (۲۰۱۱)
- پنگوئن‌های ماداگاسکار (۲۰۱۱)
- مطب دام‌پزشکی (۲۰۱۲)
- روزی روزگاری (۲۰۱۸–۲۰۱۳)